# Nivojski pouk
Nivojski pouk je v osnovnih šolah oblika zunanje diferenciacije.
Učence se razvrsi v tri nivoje:
- 1. nivo - učenci z učnimi težavami, ki dosegajo minimalne standarde znanja
- 2. nivo - učenci, ki dosegajo temeljne standarde znanja in veliko utrjujejo učno snov
- 3. nivo - učenci, ki dosegajo višje standarde znaja in želijo izvedeti več

Nivojski pouk se izvaja v prvi in drugi trijadi  devetletne osnovne šole pri predmetih matematika, slovenščina in angleščina 1 šolsko uro na teden: V 8. in 9. razredu so učenci ločeni pri vseh urah.